# Retrato de Jaume Sabartés con gorguera y sombrero
El Retrato de Jaume Sabartés con gorguera y sombrero es una pintura al óleo sobre tela realizada por Pablo Picasso en el año 1939 en Royan y que forma parte de la colección permanente del Museo Picasso de Barcelona. Se muestra en el «Espacio Sabartés» del museo y había formado parte de la colección privada del mismo Jaime Sabartés. El cuadro está firmado como: Picasso / Royan 22-10-39 en la parte inferior derecha de la obra.

## Descripción

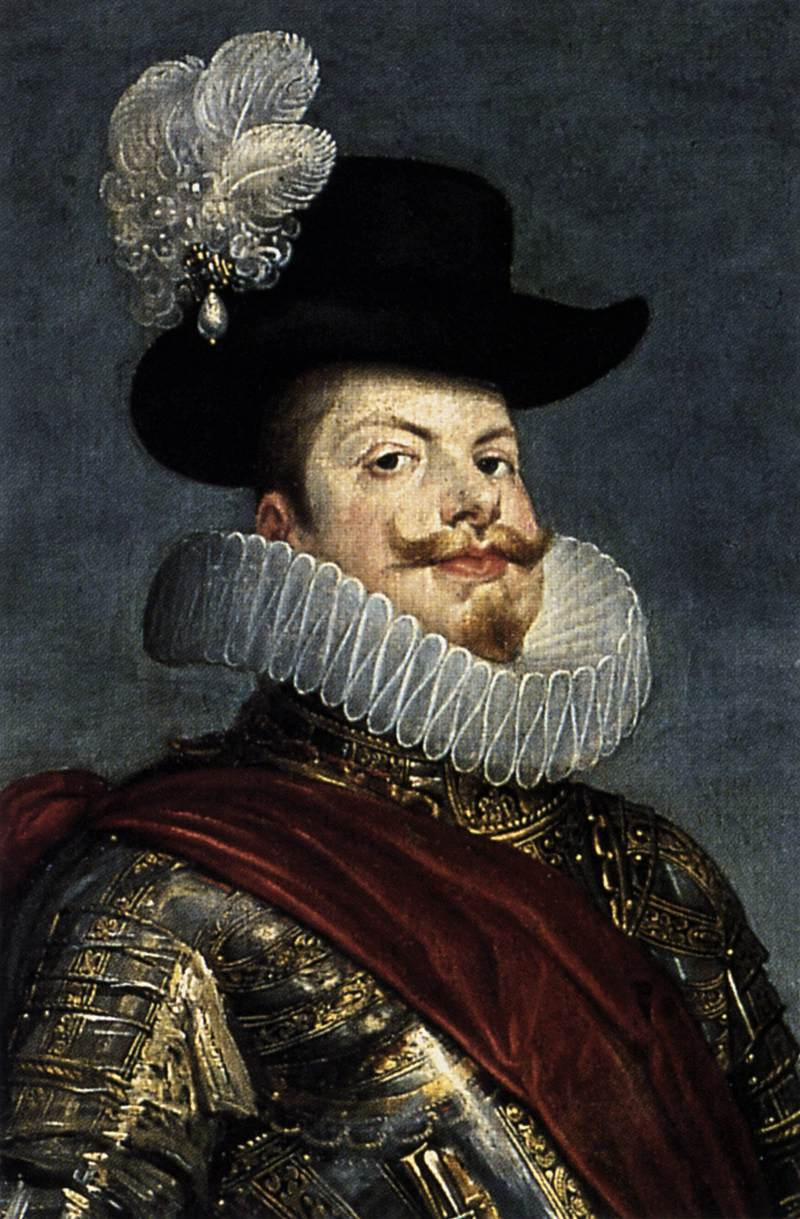
Detalle de la pintura Felipe III a caballo retratado por Velázquez con gorguera y sombrero con pluma.

El retrato de Sabartés hecho en Royan en 1939 representa un hito en la iconografía de Sabartés en la obra de Picasso. En el momento de realizar el retrato, sus vidas habían vuelto a converger y en aquel instante, no sólo les unía la amistad, sino que, además, Sabartés se había convertido en su secretario personal y en el testimonio más discreto y fiel de la biografía picassiana.
Este último retrato al óleo significa la materialización de una antigua aspiración de Sabartés. Él mismo hace una minuciosa descripción del momento en que fue creado: 

Para distraerle o porque sí, es decir, sin ton ni son, cuando me parece que se cansa de sostener un soliloquio y para hacerle sentir que le escucho, me da por decirle: “Me gustaría hacerme un retrato con una gorguera, a la manera de los señorones del siglo XVI, y sombrero con pluma para cubrir la cabeza”. “Ya te lo haré”, me responde despreocupadamente.
Jaume Sabartés

 Esta escena tiene lugar en 1938, y el deseo de Sabartés de verse como un gentilhombre de los tiempos de Felipe II culmina con este retrato realizado en 1939; un retrato lleno de ironía, de aquella ironía mezcla de burla y afecto que era la base de su amistad.
Los dibujos del año anterior, son un caldo de cultivo idóneo para que la caracterización deseada por Sabartés tome cuerpo definitivamente en este espléndido e interesante retrato. Es una obra que se ciñe a las pautas del momento del artista: la distorsión de los rasgos, el tratamiento de la nariz, la aparente dislocación facial, que no se desvía ni un ápice de las señas de identidad que conforman la fisonomía y el carácter del viejo amigo, a quien hará constantes alusiones en su obra, tanto de una forma literaria como gráfica.